# Carlo Sabattini
Carlo Sabattini (Mirandola, 2 maggio 1928 – Modena, 9 febbraio 1989) è stato un ambientalista italiano.

## Biografia
Nato da una modesta famiglia contadina della bassa modenese, viveva con la sua famiglia a Nonantola nel suo podere in una casa colonica, ecologista ante litteram, è stato il primo consigliere ad essere eletto nella Lista Verde a Modena ottenendo, alle elezioni comunali del 12 maggio del 1985, 870 preferenze.
Il suo impegno prevalentemente ambientalista iniziava nei primi anni ottanta quando denunciava con esposti, volantini e camminando con un cartello sul petto e uno sulla schiena i casi di inquinamento e abusi di cui veniva a conoscenza. Ma non riuscendo ad avere giustizia perché (secondo Manicardi) ignorato anche dai media,  si era così scontrato con poteri e istituzioni dello stato con toni al limite dell'anarchia. La sua troppo irruente battaglia contro l'inquinamento gli sarebbe costata il manicomio.
Dopo una manifestazione eclatante al palazzo della regione, nel 1985 era passato al tribunale di Modena dove faceva sit-in, poi per il centro città si era messo a scrivere slogan sui muri e attaccare manifesti. In seguito a una querela del sindaco di Modena, Mario del Monte, Carlo Sabattini subisce un processo per danneggiamento aggravato: l’ecologista veniva accusato di aver arrecato danno ad alcuni marmi di valore storico con la colla di alcuni volantini, comminato prima in un'ipoteca legale di una decina di milioni di lire sui beni immobili. Poi il 9 aprile il Pretore Luigi Persico sulla base della controversa perizia dei tre psichiatri, Augusto Balloni, Roberto Reggiani e Carlo Alberto Ronco, dichiarava Sabattini malato di mente perché, scrissero i periti, «fa della verità un progetto di vita» e «esprime un idealismo delirante e socialmente pericoloso», ne disponeva pertanto l'internamento nell’ospedale psichiatrico giudiziario di Castiglione delle Stiviere.
Lo psichiatra Giorgio Antonucci ne Il Pregiudizio Psichiatrico: «Sabattini era diventato un punto di riferimento non solo per i Verdi ma per chi voleva cambiare le cose. Così l'hanno fatto passare per matto, sono andati a prenderlo a casa e l'hanno internato in un manicomio».
Il caso acquisiva rilevanza nazionale, ma se ne occuparono anche le sedi Amnesty International di Londra e Parigi. Il Partito Radicale dedicava una serie ininterrotta di dirette su Radio Radicale con lo scopo di sensibilizzare l'opinione pubblica e chiedere alla magistratura la sua immediata liberazione. Il 18 aprile l'Avanti! pubblica un articolo dove si riporta che:
(Avanti! Giovedì 18 Aprile 1985, pag. 5)
Enzo Tortora, che stava vivendo nello stesso periodo il suo calvario giudiziario, incontrava Carlo Sabattini nel manicomio e firmava l'appello al capo dello Stato proposto dai Verdi per la sua liberazione. Anche il Partito Socialista si occupava del caso e chiedeva l'intervento del Capo dello Stato Sandro Pertini, diverse forze politiche si erano interessate,
infine il 10 maggio a Modena Marco Pannella teneva un comizio elettorale tutto incentrato sul caso Sabattini.
(Gazzetta di Modena, 11 maggio 1985, pag. 5)
Grazie al clamore, accettava comunque di candidarsi come capolista nella prima lista dei Verdi alle elezioni amministrative nel comune di Modena. Il 12 maggio del 1985 Carlo Sabattini veniva eletto consigliere comunale ottenendo 870 preferenze con la neonata formazione ambientalista Lista dei verdi. Il 26 maggio si costituiva a Firenze il comitato promotore per la sua liberazione a cui aderirono il pretore di Roma Gianfranco Amendola, Rosa Filippini, Alexander Langer. Post elezione sebbene continuasse ad essere un'icona ambientalista del movimento verde, veniva definitivamente obbligato a rimanere in manicomio 2 anni e decise così di ricusare gli avvocati messi a disposizione dal partito. Manicardi precisava che non c'era traccia dell'opera dei difensori, come pure delle interpellanze e interrogazioni millantate dal partito con i media. Il nuovo consiglio comunale lo dichiarava eletto e nell’auspicarne la liberazione esprimeva la propria solidarietà, a seguito di una nuova perizia psichiatrica effettuata da Giorgio Antonucci e Vito Totire, il 9 Luglio il giudice istruttore Rita Ugolini lo liberava dalla misura di sicurezza e due giorni dopo era già in consiglio comunale. Il 17 novembre del 1986 Carlo Sabattini in base ad una perizia affidata dalla Corte d'appello di Firenze dagli psichiatri Giovan Battista Cassano di Pisa, Adolfo Pazzagli di Firenze e Romolo Rossi di Genova, veniva riconosciuto sano di mente, ma il 19 novembre la cassazione ribaltava di nuovo il verdetto confermando la sua pazzia. In seguito Sabattini abbandonava ufficialmente i verdi, Manicardi verificava che nel suo mandato aveva presentato molte denunce-proposte nei dibattiti consiliari, ma manteneva a volte un comportamento sopra le righe che a molti la sua stessa presenza pareva una provocazione.
Il 6 settembre del 1988 Carlo Sabattini veniva malmenato da alcuni volontari di servizio nel parcheggio della Festa de l'Unità, pochi giorni dopo Olivio Mussatti e Torquato Grassi si costituivano alle autorità, un presunto terzo colpevole non è mai stato identificato. Carlo Sabattini non si riprenderà più da quella aggressione e dopo un tragico lutto familiare, moriva di infarto il 9 febbraio 1989 durante una riunione della commissione bilancio del consiglio comunale.

### Commemorazioni
L'8 dicembre 2018 durante la manifestazione globale "Una giornata per il suolo", veniva commemorato dal comitato Mobastacemento che gli dedicava simbolicamente una targa su un campo di prossima cementificazione.
([Nunzia Manicardi, Il caso Carlo Sabattini, pagina 1)
L'8 febbraio 2019, partiva una sottoscrizione perché:"la comunità modenese abbia un debito ed un dovere di riconoscenza e di risarcimento morale in relazione a quanto sofferto da Carlo Sabattini."
Chiedeva:
- Che la sua figura venga ricordata in consiglio comunale, in forma ufficiale e solenne, alla presenza dei familiari.
- Che l’amministrazione gli intitoli uno spazio pubblico, possibilmente un parco.[42]